# Cerro del Trigo
Der Cerro del Trigo (dt.: Weizenhügel) ist eine kleine Erhebung im Nationalpark Coto de Doñana in der spanischen Provinz Huelva. Der Hügel war Ziel archäologischer Forschungen. Adolf Schulten führte 1923 auf der Suche nach dem antiken Tartessos Grabungen durch. Heute gehört der Hügel zum Patrimonio inmueble de Andalucia. Auf den geführten Unimog-Touren im Nationalpark kann man den Hügel besuchen.